# 邪道&外道
邪道&外道（じゃどうアンドげどう）は、邪道と外道によるプロレスのタッグチーム。別名「The World Class Tag Team（ザ・ワールド・クラス・タッグ・チーム）」。俗称は邪外（じゃげ）。旧称はパニッシュ&クラッシュ。通称「パニクラ」。

## 経歴

### デビュー前
1988年、たけしプロレス軍団のオーディションに互いに合格してプロレス入り。

### デビュー
1989年3月19日、アムステルダムでデビュー。以降は一貫して互いを「兄弟」と呼び合い、このコンビで活動している（ただし、ユニバーサル・プロレスリング時代に外道がパット・タナカ&ビジャノ3号と「バッドカンパニー」を結成し、一時敵対したことがある）。タッグはユニバーサル、FMWの一時期を除き、30年以上もほぼ断続的に活動しており、現存するタッグチームでは国内最長であった。

### 名前の誕生
邪道と外道のリングネームを考えたのは、高山（外道）である。映画「仁義なき戦い」を見ていて、菅原文太の「あんクサレ外道が!」というセリフをもとに邪道・外道と並べた。邪道は、大仁田厚のニックネームと被るため、名付け親の本人は外道を選んだ。
冬木弘道とのトリオである「冬木軍」、弟分の非道を加えたトリオや兄貴分のGOKU-DOを加えたトリオでも活動していた。

### 解散
新日本プロレス参戦後も「C.T.U 」、「G・B・H」、「CHAOS」といったヒールユニットを二人そろって転々とし、2018年からは「BULLET CLUB（以下、BC）」に所属していた。しかし、2022年になるとBCのリーダー、ジェイ・ホワイトとタマ・トンガの間で発生した内紛で邪道がG.o.D派、外道がホワイト派に別れたことで対立、その後3月13日に新日本の尼崎大会で行われた「NEW JAPAN CUP 2022」2回戦でEVILがBCメンバーの介入の末、タマに勝利。
試合後もBC+H.O.Tのメンバーによるタマへの暴行は続き、救出に現れたタンガ・ロアと邪道も返り討ちにし、2人にも暴行を加える。最後は外道が邪道に対して裏切りのメリケンサックを見舞った事によりG.o.Dと邪道はBULLET CLUBから追放、30年以上続いた名タッグチームの歴史に幕を下ろした。

## タイトル歴
- UWA&UWFインターコンチネンタルタッグ王座
- WAR世界6人タッグ王座
- 世界ストリートファイト6人タッグ王座
- BJW認定タッグ王座
- WEWタッグ王座
- WEW6人タッグ王座
- WEWハードコアタッグ王座
- IWGPジュニアタッグ王座
- UWA世界6人タッグ王座
- インターナショナルジュニアタッグ王座
- J SPORTS CROWN〜SUPER J TAG LEAGUE〜優勝
- GHCジュニアヘビー級タッグ王座
- プロレス大賞（最優秀タッグチーム賞）